# Бернштейн, Эльза
Эльза Бернштейн (нем. Elsa Bernstein; 28 октября 1866[…] или 27 октября 1866, Вена[…] — 12 июля 1949[…], Гамбург) — австрийско-немецкая писательница, драматург и литературный деятель, актриса

 и хозяйка литературного салона; известна также под псевдонимом Эрнст Розмер (нем. Ernst Rosmer). Пережила Холокост; бывшая узница концентрационного лагеря Дахау и Терезиенштадтского гетто.

## Биография
Эльза Поргес родилась 27/28 октября 1866 года в городе Вене в семье музыкального критика еврейского происхождения Генриха Поргеса (близкого друга Рихарда Вагнера). Она с ранних лет впитала в себя влияния домашней атмосферы, сказавшиеся впоследствии на характере её литературного творчества.
В 1876 году в Байройте в возрасте десяти лет она, по собственной просьбе, посетила первое полное представление цикла «Кольцо нибелунга» из четырёх опер, на котором её отец был специальным документальным архивистом Вагнера; в оперной традиции Эльза считается самой молодой зрительницей цикла.
В 1890 году, выйдя замуж за журналиста Макса Бернштейна (1854—1925), она стала хозяйкой одного из самых известных музыкальных и литературных салонов конца XIX века — начала XX вв. В разное время среди посетителей были Герхарт Гауптманн (чей сын женился на дочери Бернштейн — Еве), Гуго фон Гофмансталь, Энгельберт Хампердинк, Генрик Ибсен, Аннета Кольб, Герман Леви, Альма Малер и Густав Малеры, Томас Манн, Райнер Мария Рильке, Рихард Штраус, Бруно Вальтер, Макс Вебер и другие знаменитости.
Получив образование в Мюнхене, она некоторое время также выступала на театральной сцене, но дегенеративное заболевание глаз вынудило её уйти в отставку. Но она не бросила театр совсем и с тех пор посвятила себя драматической литературе. В 1892 году она написала свою первую пьесу «Вир Дрей» (букв. «Мы трое»), вызвавшую бурное обсуждение; некоторые видели в этом инсценировку супружеских и сексуальных взглядов Тэна и Золя. И хотя книга была написана под псевдонимом Эрнст Росмер, её личность как автора пьесы никогда не была секретом. Следующие несколько её пьес не вызывали такого резонанса и прошли почти незамеченными, хотя российский литератор и искусствовед М. Г. Сыркин на страницах «Еврейской энциклопедии Брокгауза и Ефрона» написал об одном из них следующие строки:

«Наиболее цельное и законченное её произведение „Dämmerung“ (драма, 1893) навеяно личными переживаниями: в ней патетически описана судьба молодой девушки, которой грозит слепота.»

Безграничное восхищение вызвала драматическая сказка Эдьзы Бернштейн «Кенигскиндер», изданная в 1895 году. Хотя сюжет был довольно простым, красота темы и его поэзия были таковы, что его можно было отнести к «Талисману» Людвига Фульды.
По мнению историка немецкой литературы Энгеля, она — «единственная женщина-писательница, заслуживающая быть поставленной наряду с лучшими из современных драматургов. В произведениях Б. отразилась борьба двух противоположных тенденций: доживающего свой век реализма и нарождающегося символизма. Эти две тенденции постоянно чередуются в её произведениях, подчас даже несколько искусственно переплетаясь.»
Хотя композитор Энгельберт Хумпердинк был недоволен своей первой концертной постановкой «Königskinder» в 1897 году, авангардной мелодрамой, которая требовала от солистов новаторской техники «speak-singing» (несмотря на возникшие проблемы, она, тем не менее, была показана более чем в 120 спектаклях по всей Европе), он убедил Бернштейн в 1907 году разрешить традиционную оперную постановку, которая дебютировала на немецком языке в Метрополитен-опере в Нью-Йорке в декабре 1910 года и исполнялась несколько десятилетий подряд.
С приходом к власти Гитлера начались гонения на евреев, и Винифред Вагнер в 1941 году помогла Эльзе Бернштейн получить выездную визу в Соединённые Штаты Америки, но она отказалась оставить свою сестру Габриэле (которая, как и Эльза, почти полностью потеряла зрение), поскольку была её единственным опекуном. Имея еврейское происхождение, обе женщины были доставлены в лагерь смерти Дахау. 25 июня 1942 года, руководство лагеря признало в Бернштейн автора «Кенигскиндера», в результате чего на следующий день сестёр отправили в Терезиенштадтское гетто. Габриэле вскоре умерла, а Эльза Бернштейн числится среди заключённых, отмеченных в Терезиенштадтских документах.
После окончания Второй мировой войны Эльза Бернштейн использовала специальную пишущую машинку для слепых, чтобы написать подробный отчёт о своем заключении в лагерном «Prominentenhaus» («Доме знати»). Спустя более чем пять десятилетий после её смерти машинописный текст был случайно обнаружен и опубликован на немецком языке под названием «Das Leben als Drama. Erinnerungen an Theresienstadt».
Эльза Бернштейн умерла 12 июля 1949 года в Гамбурге и была похоронена рядом с мужем.